# José Ignacio de Gorriti
José Ignacio de Gorriti (* 30. Juli 1770 in San Salvador de Jujuy, Argentinien; † 9. November 1835 in Charcas, Bolivien) war ein argentinischer Politiker und General des Unabhängigkeitskrieges. Er war mehrmals Gouverneur der Provinz Salta und Abgeordneter dieser Provinz auf dem Congreso de Tucumán im Jahr 1816.

## Leben
Geboren als Sohn von Ignacio de Gorriti Navarro und María Feliciana Coeto, ging er bei Franziskanerpatres zur Schule und wurde dann zusammen mit seinem Bruder Juan Ignacio (der später ein berühmter Theologe werden sollte) zum Studium nach Córdoba gesandt. 1789 musste er auf Grund des Todes seines Vaters nach Jujuy zurückkehren, um die Finca „Los Horcones“ im Departamento Rosario de la Frontera zu verwalten, die in Familienbesitz stand. 1802 heiratete er Facunda Zuviría, mit der er zahlreiche Kinder hatte, unter anderem eine Tochter namens Juana Manuela Gorriti, die später eine berühmte Schriftstellerin werden und den zukünftigen Präsidenten von Bolivien, Manuel Isidoro Belzu heiraten sollte.
Mit seinem persönlichen finanziellen Einsatz (der ihn letzten Endes sein gesamtes Vermögen kosten sollte) stattete er Truppen aus, die gegen die Invasion der Engländer in Buenos Aires 1806 ankämpften. 1810 war er einer der entschiedensten und engagiertesten Vertreter der sogenannten Mairevolution der argentinischen Unabhängigkeitsbewegung gegen die spanische Kolonialherrschaft. Als Revolutionsführer in Salta kämpfte er an der Seite von Martín Miguel de Güemes und Manuel Belgrano und stellte dem Ejército del Norte Geld, Nahrungs- und Transportmittel wie z. B. Mulis zur Verfügung. 1816 wurde er vom Volk zum Abgeordneten im Kongress von San Miguel de Tucumán gewählt. Später wurde er Minister von Güemes und mehrmals Gouverneur von Salta; als solcher setzte er sich in einer für damalige Zeiten sehr fortschrittlichen Politik, die der Partei der Unitarios nahestand, unter anderem für Volksbildung, Gesundheit und Wohlfahrt ein.
1831 musste er auf Grund einer Niederlage gegen den feindlichen Caudillo Juan Facundo Quiroga von den Federales zusammen mit seiner eigenen großen Familie und zahlreichen anderen Flüchtlingen nach Bolivien fliehen; 1835 starb er vollkommen verarmt im Exil.
| Personendaten    | Personendaten                      |
| ---------------- | ---------------------------------- |
| NAME             | Gorriti, José Ignacio de           |
| KURZBESCHREIBUNG | südamerikanischer Revolutionär     |
| GEBURTSDATUM     | 30. Juli 1770                      |
| GEBURTSORT       | San Salvador de Jujuy, Argentinien |
| STERBEDATUM      | 9. November 1835                   |
| STERBEORT        | Charcas, Bolivien                  |